# Marek Chodorowski
Marek Chodorowski (ur. 3 maja 1937 w Krakowie) – polski aktor teatralny i filmowy.

## Życiorys
Ukończył studia na Wydziale Aktorskim Państwowej Wyższej Szkoły Teatralnej w Krakowie (1960). Większość kariery scenicznej spędził na scenach krakowskich, występując w teatrach: Rapsodycznym (1962–1963), Ludowym (1965–1966) oraz Bagatela (do 1970 – Rozmaitości) (1966–1988). Ponadto grał w Teatrze im. Stefana Żeromskiego w Kielcach (1960–1962) oraz Teatrze im. Wandy Siemaszkowej w Rzeszowie (1963–1965). Wystąpił również w ośmiu spektaklach Teatru Telewizji (1967–1989) oraz jednej audycji Teatru Polskiego Radia (1974)

## Filmografia
- Ocalić miasto (1976)
- Blisko, coraz bliżej (1986) – odc. 15
- Rodzina Kanderów (1988) – odc. 8
- Kornblumenblau (1988) – szef kartoflarzy
- Modrzejewska (1989) – odc. 6